# Microsoft Windows Millennium Edition
Microsoft Windows Millennium Edition（マイクロソフト ウィンドウズ ミレニアム エディション）または Windows Me（ウィンドウズ エムイー、ウィンドウズ ミー）はマイクロソフトが2000年に発売した、パーソナルコンピュータ用のオペレーティングシステム (OS) である。2000年6月19日（米国東部標準時）に製造工程向けリリース (RTM) が発表され、2000年9月14日に発売された。日本では2000年9月23日（日本標準時）に日本語版が発売された。
開発当初のコードネームは「Georgia（ジョージア）」であったが、その後、急遽「Millennium」に変更された。

## 概要
Windows 9x系は Windows NT系への統合が計画されていたものの、 Windows 2000 Professional がまだ一般ユーザ向きではないとの判断から、急遽 Windows 98 Second Edition（セカンド エディション/SE）の次版として Windows Me がリリースされた。そのため「Windows 98 Third Edition（サード エディション/TE）」と呼ばれることもある。
ちなみに名称の件においては、しばしば Windows 98 の後継は、2000ではなくMeと、それまでの9x系で用いられてきた数字による名称から、当OSが「Me」という数字ではないものに変わった事と、Windows NT 5.0 の名称に「2000」が使われたことによる混乱を避けるべく、強調されていた。
見た目が一新され、マルチメディア機能を全面に押し出された仕様になっており、USBメモリのようなUSB記憶デバイスやチップセットのドライバが充実しているため、 Windows 98 のように別途ドライバのインストールの必要がない簡便さが特徴である。起動ディスクが1枚に集約された上、98にあったFDISKのバグも解消されていることから、起動ディスクについての評価も高い。
しかし、もともと不安定な9x系に機能を追加したことで更に動作が不安定になり、2001年10月に Windows NT系と統合された次世代の家庭用向けOSである Windows XP Home Edition が発売されたため、 Windows Me の実質的な販売期間はおよそ1年2か月、ならびに実質的なサポート期間はおよそ5年10か月という異例の短さとなった。そのほとんどは2000年10月から2001年10月までに出荷された家庭向けのPC製品にプリインストールの形で販売された。OSの性格上、法人向けのPC製品には全くといっていいほどプリインストールされておらず、 Windows XP が登場するまでは引き続き Windows 98 Second Edition がプリインストールされた。ただ、NECや富士通、東芝、シャープなど一部大手メーカーの法人向けBTOモデル（条件によっては個人でも購入が可能な場合もあり）では発注時に Windows Me と Windows 98 Second Edition の両方が選択可能となっていた。
マイクロソフトは、当初 Windows Me のサポートを2003年12月31日限りで打ち切る予定だったが、同年1月にこれを延長し、前身のWindows 98 や 98SE とともに2006年7月11日をもって修正モジュールの新規提供などのサポートを打ち切った。既存の修正モジュールの一部についてはオンラインセルフヘルプサポートとして2007年7月11日以降まで公開が続けられた（終了日は不明）。
2024年5月現在、Windows Me を含む9x系に対応する最新のソフトウェア・ハードウェア製品は、全く発売されておらず、9x系からNT系（Windows XP/Vista/7/8(8.1含む)/10）に移行したと言える。もっとも、9x系OSをサポートしないのは、製品を発売するメーカーにとって製品の検証に要する負担を軽減できることや、ソフトウェアにNT系OSに依存したコードが記述可能になるなどのメリットがある。
しかし Windows Me は、Windows 95/98/98SEやWindows NT系に属するWindows 2000 Professional（SP2以前）程ではないものの、Windows XP 以降の後継のOSよりも要求されるマシンスペックが低いこと、発売当時以前のソフトウェアを中心に対応ソフトウェアがまだ十分に実用性を保っているものも多く、9x系として唯一標準でUSBの大容量記憶装置をサポートしている（USB 1.0/1.1に限りドライバのインストールが不要）ことなどから、実使用において Windows 95/98/98SE に比較して幾分使い勝手がよく、中古パソコンやジャンクパソコンの有効活用、Virtual PCやVMwareなどのハイパーバイザ（仮想マシン）上でのゲストOSとしての需要もある等、現在でも一部で利用されているが、独立行政法人情報処理推進機構は、「（仮想マシン上であっても）サポートが終了したOSの利用は非常に危険な行為である」とアナウンスしており、使用する場合はネットに接続しない単独の専用システム（スタンドアローン）にしたうえ、なるべくUSBメモリやFD、MO、外付けHDD等の外部補助記憶装置でデータ交換しないことを呼びかけている。
2021年4月現在、Meを含む Windows 9x系ではすでに Windows Update を利用できなくなっているため、既出の修正ファイルの自動導入を行えない状況にある。ただし、修正ファイルの提供自体は続いているため、個別にダウンロードして手動で適用することは可能である。

## 互換性
Windows 9x系のOSであるため、 Windows 95 や Windows 98、98 Second Edition に対応するアプリケーションやドライバなどはほとんどそのまま動作する。しかし、ネイティブDOSサポートが削除されたため「MS-DOS モードで再起動する」コマンドが削除された。また、「MS-DOS プロンプト」におけるDOSプログラムの互換性も Windows 95 や Windows 98、Windows 98 SE と比べると低下している。
なお、PC-9800シリーズについては利用率の減少を理由に対応していない。

## 主な機能
- UPnP
- Windows ムービーメーカー
- システムの復元機能
- Windows Image Acquisition
- インターネットゲーム
- システムファイル保護
- ヘルプシステムの改良による初心者への配慮
- 圧縮フォルダ（ZIPファイル）操作
- 自動アップデート

## 出荷・販売本数の推移
- 日本語版、初日に16.3万本を販売（BCN総研調べ）[17]

## システム要件
|                | 32 ビット                                                                |
| -------------- | ------------------------------------------------------------------------ |
| アーキテクチャ | PC/AT互換機                                                              |
| プロセッサー   | 150 MHz以上の Pentium互換CPU 300 MHz以上の Pentium II および K6-2 を推奨 |
| 物理メモリー   | 32 MB以上 64 MB以上を推奨                                                |
| ストレージ     | 250 - 490 MB                                                             |
| 光学ドライブ   | CD-ROM または DVD-ROM ドライブ                                           |
| 画面解像度     | 640 x 480                                                                |
| 入力装置       | Microsoft Mouse、もしくは互換ポインティングデバイス                      |

1. ↑  メモリ管理プログラムの関係で約1 GB以上のメモリを搭載したPCでは動作しない。動作させるには、事前にシステム側でメモリへのアクセスを制限する必要があるが、確実な動作を保証するものではない[18]。

## 旧バージョンからのアップグレード / アンインストール
Windows Me には、 Windows 95 か Windows 98 (Second Editionも含む)からのみアップグレードできる。Windows 3.1、Windows NT、Windows 2000 からはアップグレードできない。また、Windows 95 からは Windows Me のアップグレード版の1つである「Windows 98ユーザー限定期間限定特別パッケージ」(Windows 98/98 SE からのアップグレードを前提にした低価格の専用アップグレードパッケージ)を使用してアップグレードする事はできない。Windows 95 からアップグレードしたい場合は、それに対応した標準アップグレードパッケージを用意する必要があるが、手元に Windows 98 のインストールCDが1枚あれば(通常版・アップグレード版問わず。Second Edition アップデートCDからでも可能)、セットアップの途中でこれを挿入する事でアップグレード認証を通過して、「Windows 98ユーザー限定期間限定特別パッケージ」を用いて Windows 95 からいきなり Windows Me にアップグレードする事ができる(この方法により、Windows 95 から Windows 98 を経由して Windows Me にアップグレードするという手間が省ける)。 Windows 95 と Windows 98 のどちらからアップグレードしてもシステムファイルが保存されていれば、旧バージョンに戻す事(アンインストール)は可能。

## 新しいバージョンへのアップグレード / アンインストール
Windows Me からは Windows 2000 Professional、Windows XP Home Edition、Windows XP Professional のいずれかにアップグレードする事ができる。ただし、Windows 2000 Professional へのアップグレードインストールはサポートされておらず、フォーマットしての新規インストールのみがサポートされている（Windows 2000も参照）。また、Windows 2000 にアップグレードした場合、Windows Me に備わっていた一部の機能が利用できなくなる(システムの復元など)。Windows Me からいきなり Windows Vista 以降の Windows にアップグレードする事はできない。また、Windows XP（バージョンを問わず）にアップグレードした場合のみ、Windows XP をアンインストールして、Windows Me に戻す事ができる。